# Nodule polymétallique
Pour les articles homonymes, voir Nodule.
Les nodules polymétalliques, aussi appelés nodules de manganèse, sont des concrétions minérales reposant sur le lit océanique ; ils sont formés de cercles concentriques d’hydroxydes de fer et de manganèse autour d’un noyau.

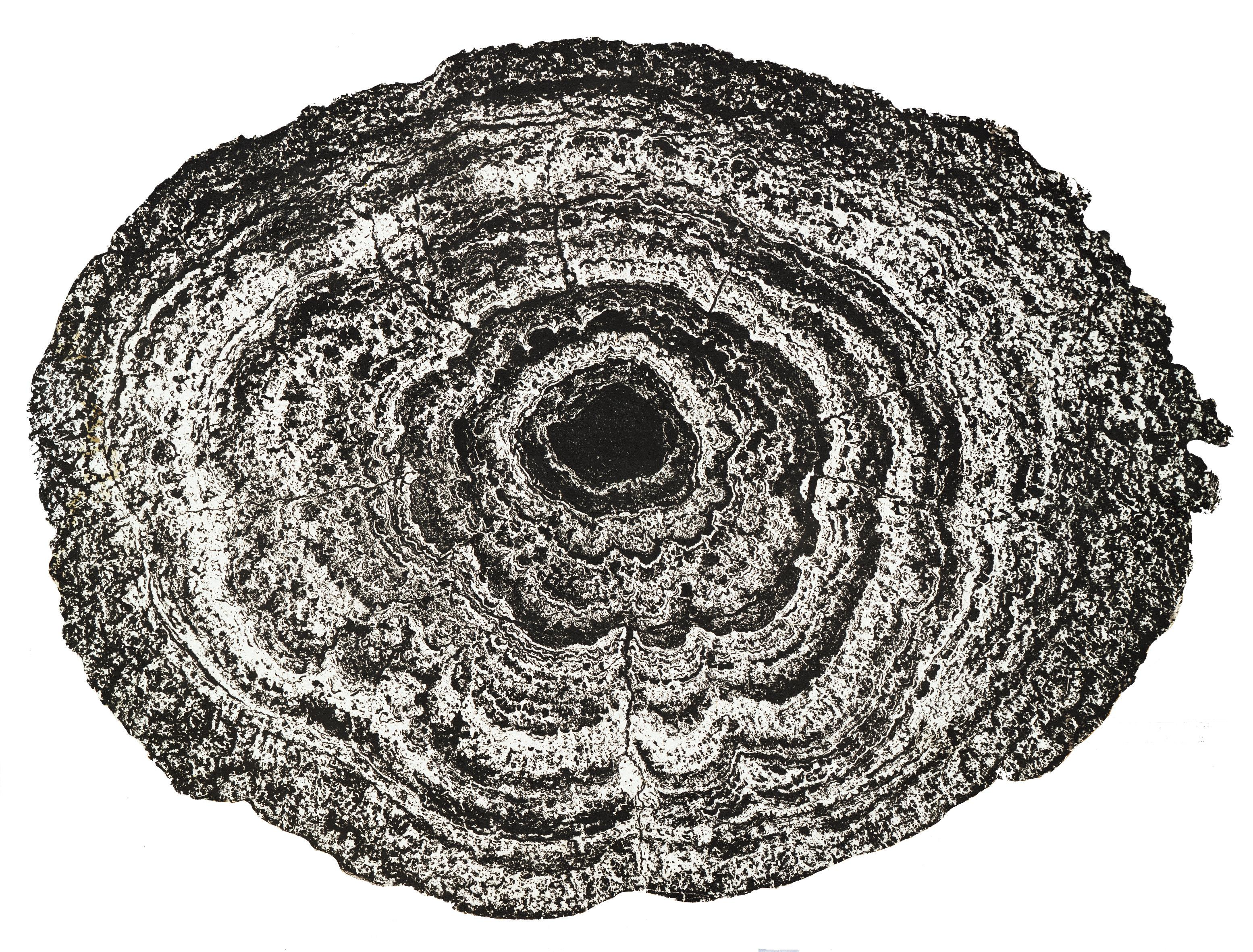
Coupe transversale d'un nodule polymétallique (Pacifique central nord). Campagne Ifremer.

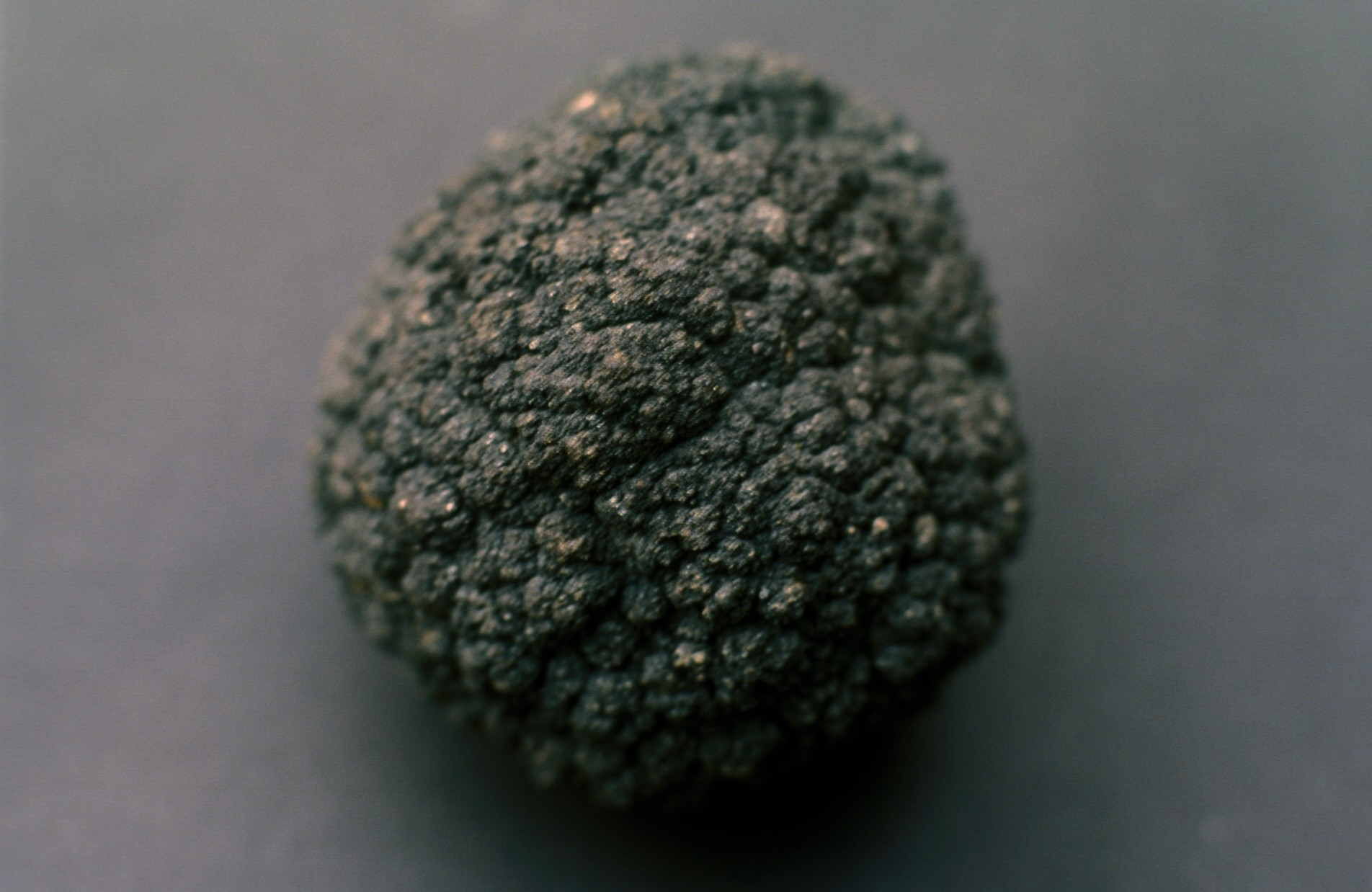
Nodule polymétallique de 20 cm de diamètre.

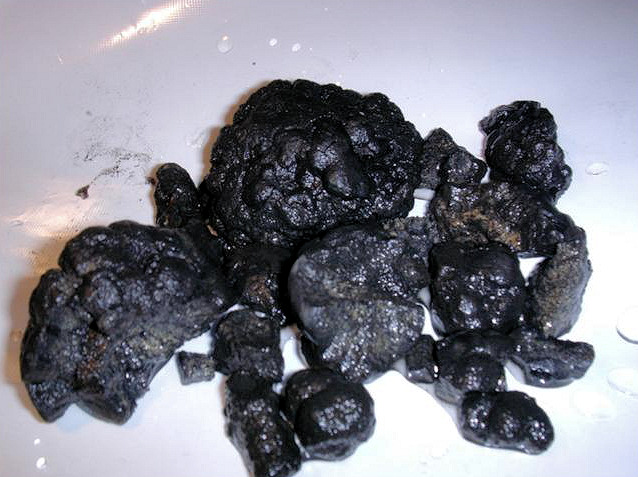
Différents types et fragments de nodules.

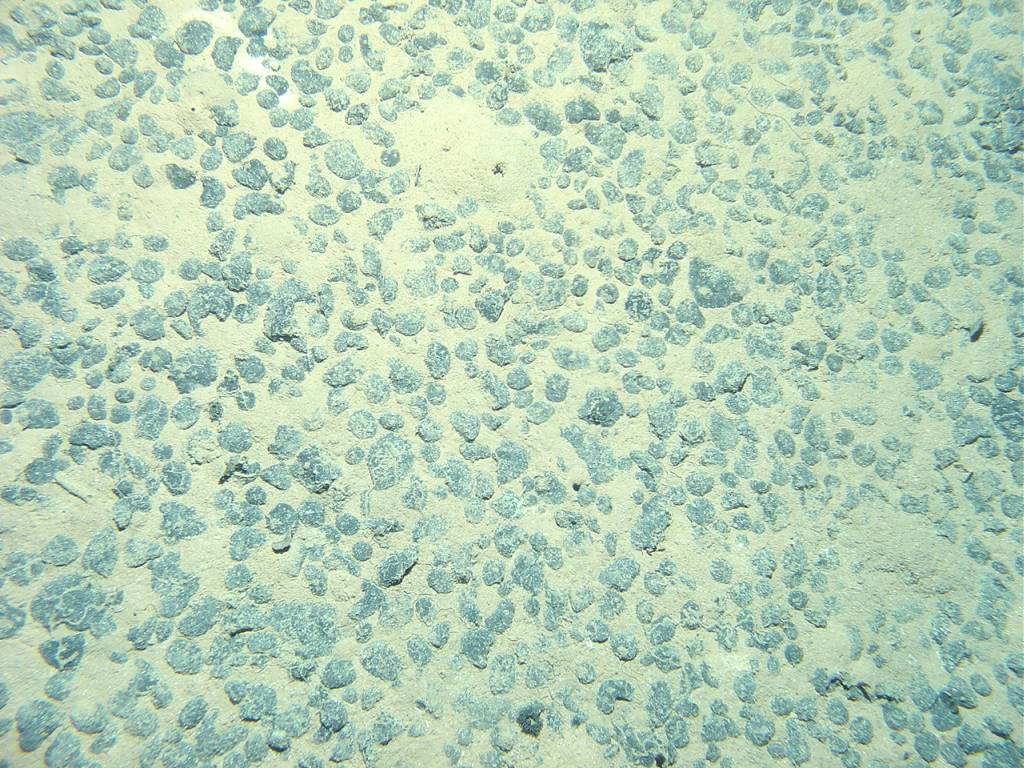
Nodules sur le fond marin.

Le noyau peut être microscopique et s’est parfois transformé en minerai de manganèse par cristallisation. Quand il est visible à l’œil nu, ce peut être une petite coquille de microfossile (radiolaire ou foraminifère), une dent de requin phosphatée, des débris de basalte ou même des morceaux de nodules plus anciens.
Ils sont aujourd’hui étudiés ou recherchés pour leur richesse en manganèse, cobalt, nickel et cuivre, comme les sulfures polymétalliques qui se trouvent quant à eux dans les zones d’activité volcanique, autour de sources hydrothermales, ou comme les encroûtements cobaltifères en Polynésie française.

## Morphologie
Les nodules varient en taille de la minuscule particule visible uniquement au microscope (on parle de micronodules) jusqu’à des échantillons de plus de 20 centimètres. Cependant, la majorité des nodules fait entre 5 et 10 cm de diamètre.
- Morphologie externe
  - Morphologie irrégulière : ce sont les nodules en plaque, ou des nodules coalescents – accolement de petits nodules, ou d'anciens nodules (fragment de nodule recouvert par le même processus de formation).
  - Morphologie régulière : ce sont des nodules de forme ovoïde. Ils ont généralement un plan de symétrie équatorial qui permet d'imaginer une croissance différente entre la face supérieure (au contact de l'eau de mer) et la face inférieure (au contact avec le sédiment).
- Aspect de surface : Les nodules à bord équatorial mamelonné peuvent avoir une surface lisse ou grenue ou rugueuse.

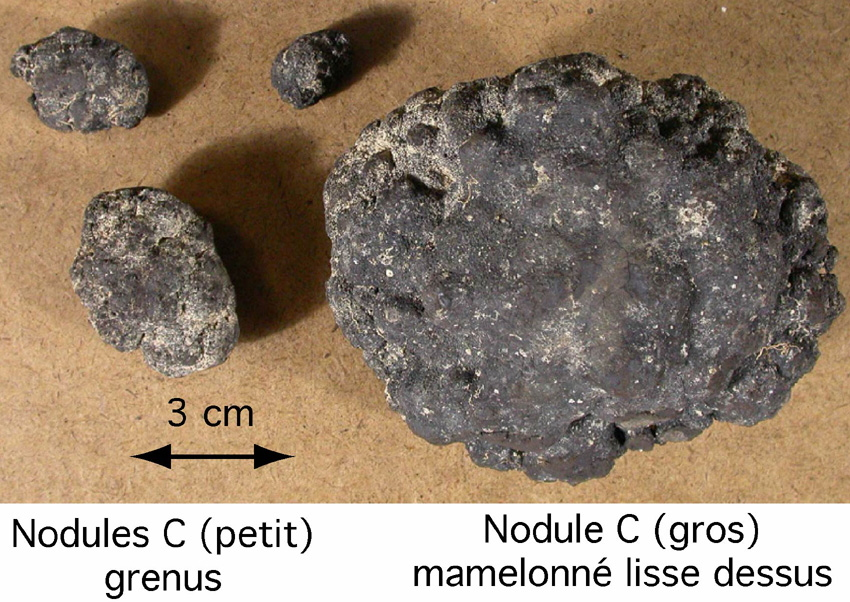
Nodule polymétallique de type C - vue de dessus - Pacifique équatorial nord – Laboratoire Géoscience Marine (Ifremer).
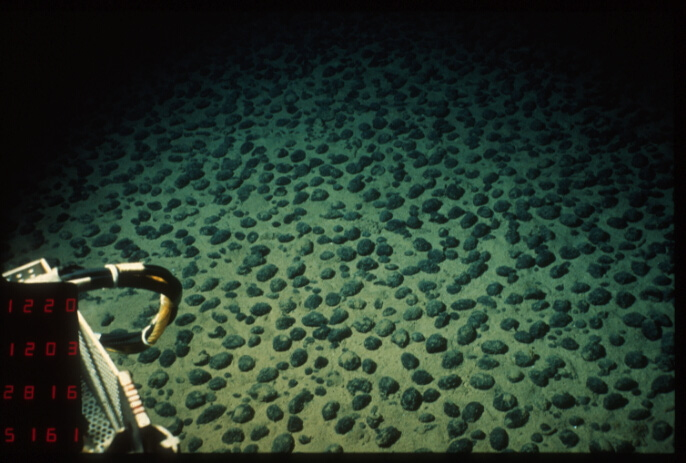
Champ de nodules polymétalliques de type C dans le Pacifique équatorial nord, photo prise depuis le sous-marin Nautile – Campagne NODINAUT – Ifremer.
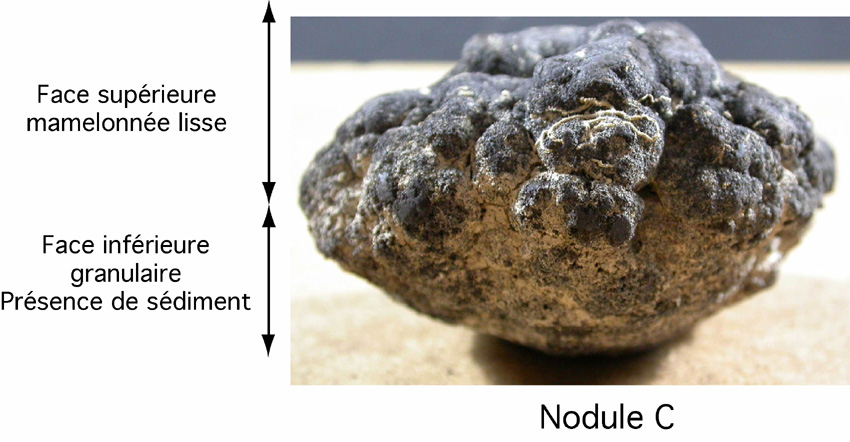
Nodule polymétallique de type C – vue de profil – Pacifique équatorial nord – Laboratoire Géoscience Marine (Ifremer).

Il n'est pas rare de trouver des organismes fixés à la surface supérieure comme des actinies ou des foraminifères benthiques agglutinants (encroûtants).

## Croissance et composition
La croissance des nodules est un phénomène géologique extrêmement lent, de l’ordre du centimètre pour plusieurs millions d’années. Même si leur genèse est loin d’être résolue, quatre origines ont été retenues par Enrico Bonatti :
- la précipitation de métaux de l’eau de mer (processus en solution aqueuse) ;
- la remobilisation du manganèse dans la colonne sédimentaire (processus diagénétique) ;
- la dérivation de métaux des sources hydrothermales associées à une activité volcanique, la décomposition de débris basaltiques par l’eau de mer (processus halmyrolytique) ;
- la précipitation d’hydroxydes métalliques au travers de l’activité de micro-organismes (processus biosynthétique) ; on trouve des microbes dans les nodules[5].

Plusieurs de ces processus peuvent opérer simultanément ou se succéder durant la formation d'un même nodule.
La composition chimique des nodules varie selon le type de minerai de manganèse et selon la taille et les caractéristiques du noyau. Les nodules de plus grand intérêt économique contiennent du manganèse (27-30 %), du nickel (1,25-1,5 %), du cuivre (1-1,4 %) et du cobalt (0,2-0,25 %). Les autres composants incluent le fer (6 %), le silicium (5 %) et l’aluminium (3 %), avec de plus faibles quantités de calcium, de sodium, de magnésium, de potassium, de titane, et de baryum, avec de l’hydrogène et de l’oxygène.
On trouve aussi des nodules polymétalliques dans le désert du Sahara.

## Hypothèse d'une production d'oxygène dans les abysses
Une étude parue en 2024 dans Nature Geoscience menée sur la plaine abyssale de la zone de fracture géologique de Clarion-Clipperton, dans l'Océan Pacifique, a mis en évidence qu'une production primaire d'oxygène y a lieu sur le plancher océanique en dépit de l'absence totale de lumière à cette profondeur dans les abysses, écartant toute possibilité de photosynthèse. Pour cette raison, il a été nommé oxygène noir, ou dark oxygen en anglais. Les scientifiques de l'Association écossaise pour les sciences marines (SAMS) émettent l'hypothèse que l'oxygène pourrait être produit par un processus d'électrolyse de l'eau rendu possible par la présence des nodules polymétalliques,,.

## Historique
Les nodules se trouvent sur le sédiment au fond des océans, partiellement ou complètement enterrés. Ils varient grandement en abondance, parfois se touchant les uns les autres et recouvrant plus de 70 % du sédiment. C'est John Méro qui a réussi à transformer l'aspect scientifique des nodules en un nouvel eldorado minier. Dans un article de 6 pages en 1960, il réussit à montrer au monde que les nodules polymétalliques avaient un intérêt économique et que le plancher océanique en était recouvert. Avec quelques analyses géochimiques, il identifie des zones à fort potentiel dans le Pacifique nord. En 1965, il publie la première carte de répartition des nodules et évalue la quantité de nodules à 1,5 trillion sur les fonds océaniques ! En 1981, A.A. Archer a, de son côté, estimé la quantité totale de nodules polymétalliques sur le plancher océanique à plus de 500 milliards de tonnes. On peut les trouver à n’importe quelle profondeur, même dans les lacs, mais les plus grandes concentrations ont été trouvées dans les plaines abyssales, entre 4 000 et 6 000 m de profondeur.
Les nodules polymétalliques ont été découverts en 1869 dans la mer de Kara, dans l’océan Arctique, à proximité de la Sibérie. Durant l'expédition du Challenger (1872-1876), ils ont été trouvés dans la plupart des océans de la planète. Les nodules ayant un intérêt économique ont été trouvés dans trois zones : la zone centrale de la partie nord de l’océan Pacifique, le bassin du Pérou dans le sud-est du Pacifique et dans la zone centrale du nord de l’océan Indien. Mais on en trouve aussi en Atlantique sur le Black Plateau, au large de la Caroline et de la Floride ou au sud de l'Afrique du Sud, sur l'Agulhas Bank (en). Parmi ces dépôts, le plus prometteur en termes d’abondance en nodules et de concentration en métal se situe dans la zone de fractures de Clarion-Clipperton, à l’est du Pacifique équatorial, entre Hawaï et l’Amérique centrale.
Jusqu'à la Seconde Guerre mondiale, l'exploration était surtout tournée vers la science et plus précisément sur la bathymétrie et l'échantillonnage des sédiments. Après la publication du livre de Méro en 1965, plusieurs pays se sont lancés dans des programmes d'exploration comme le Japon, l'Allemagne et la France dans le Pacifique Sud.
Alors que les 168 pays membres de l'Autorité internationale des fonds marins (AIFM) travaillent à l'élaboration d'un code minier pour les grands fonds marins, une petite société canadienne, The Metal Company, décide en mars 2025 de s'affranchir du droit international en s'appuyant sur le code minier américain. Le 24 avril 2025, Donald Trump signe un décret destiné à ouvrir l'extraction à grande échelle de minerais dans les grands fonds marins, y compris dans les eaux internationales. Le gouvernement Trump estime que l'extraction minière en eaux profondes pourrait créer 100.000 emplois et augmenter de 300 milliards de dollars le produit intérieur brut (PIB) des États-Unis sur 10 ans.

### Histoire de l'exploration française
L'exploration française s'est déroulée en quatre phases :
- Elle a débuté dans les années 1970 dans le Pacifique Sud autour de la Polynésie Française par des campagnes océanologiques menées par le Institut français de recherche pour l'exploitation de la mer (CNEXO) en partenariat avec la Société Le Nickel (SLN). Après 16 campagnes de prospection autour de Tahiti avec des relevés bathymétriques et des prélèvements, il a été décidé de se lancer dans l'exploration systématique du Pacifique Nord, entre les fractures de Clarion et de Clipperton car les résultats n'étaient pas propices à des gisements économiquement rentables (faible densité de nodules sur le fond, bassins sédimentaires trop étroits...).
- Fin 1974, le Commissariat à l'énergie atomique (CEA), les Chantiers France-Dunkerque ont rejoint le CNEXO et SLN pour former une société en participation : l'Association française pour l'étude et la recherche des nodules océaniques (AFERNOD)[16]. De 1974 à 1976, 8 campagnes océanographiques ont mis en évidence certaines zones favorables en utilisant des techniques de statistiques. Un échantillonnage à une maille de 50 milles marins (environ 93 km) de côté a permis d'une part de réduire la superficie de la zone à prospecter et d'autre part d'améliorer l'estimation de l'abondance des nodules sur le fond, leur géochimie et leur morphologie. Les navires utilisés par le étaient alors N/O Le Noroît et N/O Le Coriolis[17].
- De 1976 à 1978, l'exploration s'est focalisée sur la zone où les nodules sont les plus abondants et les plus riches. Trois campagnes de géophysique et magnétisme ont étudié le substrat pour une meilleure connaissance du fond océanique.
- À partir de 1979, les techniques d'exploration ont évolué. Afin de délimiter les sites miniers, il a été décidé d'utiliser le sondeur multifaisceaux pour une cartographie fine. L'observation de la couverture de nodules et d'obstacles (fractures, falaises, affleurements rocheux...) a été réalisée à l'aide de traits photographiques grâce à l'Épaulard (engin télécommandé) et le RAIE (engin tracté).

|  |  |  |  |

Les travaux français ont permis de déterminer la morphologie des gisements potentiels grâce à l'utilisation combinée d'engins de photographie du fond (Raie, Épaulard), de sondeurs multifaisceaux et de sonar tracté à proximité du fond (SAR), donnant une topographie détaillée à l'échelle du 1/20 000 (résolution 20 m) et d'observation directe par les plongées du Nautile.
Ils sont constitués de plages "minières" allongées nord-sud de 10 à 20 km de long et 1 à 5 km de large où la densité moyenne des nodules est de 14 kg/m2. Ces zones, à fond plat, situées à une profondeur moyenne de 4 800 m recouvrent 35 % de la superficie totale et sont encadrées par des collines dissymétriques culminant de 100 à 300 m au-dessus des fonds plats avec un flanc occidental plus abrupt jalonné de falaises de sédiments faiblement indurés pouvant atteindre 40 m de haut.

### Les consortiums internationaux
L'exploration et l'exploitation des nodules polymétalliques demandent des budgets importants avec le développement de nouvelles technologies ainsi que les demandes de permis minier à l’Autorité internationale des fonds marins (AIFM). Cela obligea la majorité des sociétés à se regrouper en consortium.
L'intérêt pour les nodules polymétalliques débuta aux États-Unis en 1962 avec la société américaine Newport News Shipbuilding and Dry Dock Company qui a été absorbée par Tenneco et qui fonda, Deep Sea Ventures Inc., une filiale spécialisée dans l'exploration et la technologie de ramassage des nodules polymétalliques.
En octobre 1974, cette société devint l'opérateur du consortium Ocean Mining Associates (OMA) comprenant les sociétés Tenneco (USA), US Steel (USA), Union minière (Belgique) et Japan Mining Co. (comprenant cinq sociétés japonaises).
Toujours aux États-Unis, la même année se créa un autre consortium minier, Kennecott (KCON), avec Kennecott Corporation (USA), Noranda Exploration Inc. (Canada), Rio Tinto Zinc (Grande-Bretagne), Consolidated Gold Field (Australie) et Mitsubishi Corporation (Japon). C'est aussi en 1974 que se créa en France l'association AFERNOD.
En 1975, deux autres consortiums virent le jour : International Nickel Corporation (INCO), associée à quatre sociétés minières et métallurgiques allemandes regroupées au sein du groupe Arbeitsgemeinschaft Meerestechnisch Gewinngare Rohstoffe (AMR), et Ocean Management Inc. (OMI), fondé en mai 1975 par International Nickel (Inco, Canada), Arbeitsgemeinschaft Meerestechnisch Gewinnbare Rohstoffe (AMR) (qui comprenait quatre sociétés allemandes : Metallgesellschaft, Preussag, Salzgitter et Rheinische Braunkohle) et Deep Ocean Mining Co. (DOMCO qui comprenait 19 compagnies japonaises).
En novembre 1977, Lockheed Martin (États-Unis), Amoco (Standart Oil of Indiana) et Billiton (Shell, Pays-Bas) s'associaient pour fonder Ocean Minerals Company (OMCO).
En 1982 se créa le consortium Deep Ocean Research Development (DORD), rassemblant 49 sociétés japonaises parmi lesquelles certaines se retrouvent impliquées dans les consortiums américains.
La même année, l'Union soviétique fonda Yuzmorgeologiya et l'Inde déploya un programme national dirigé par le Department of Ocean Development (DOD) (en).
Certains pays socialistes se sont réunis, en 1987, dans un groupement dénommé Interoceanmetal Joint Organisation (IOM). On y retrouve la Bulgarie, Cuba, Tchécoslovaquie, République Démocratique Allemande, Pologne, Vietnam et URSS. Après l'éclatement de l'URSS, la composition d'IOM évolue en perdant le Vietnam, la Tchécoslovaquie et l'Allemagne de l'Est mais en récupérant la Fédération Russe, la Tchéquie et la Slovaquie.
Même si la Chine a débuté très tôt l'exploration des nodules polymétalliques, il a fallu attendre 1981 pour voir la création du consortium China Ocean Mineral Resources Research and Development Association (COMRA).
La Corée du Sud, elle aussi, s'est lancée dans l'exploration en 1983. Comme pour l'Inde, elle a développé, en 1995 un programme de recherche supervisé par le Korean Association of Deep Ocean Mineral Development (KADOM) avec une trentaine de sociétés privées et d'organisations gouvernementales comme le Korea Institute of Geology, Mining and Material (KORDI).
Depuis 2011, cinq pays sont rentrés dans le cadre de l'exploration des nodules polymétalliques avec des sociétés privées : 
- Nauru Ocean Resources Inc., sous le patronage de la République de Nauru[20].
- Tonga Offshore Mining Limited, sous le patronage du Royaume de Tonga[21].
- Marawa Research and Exploration Ltd., sous le patronage de la République de Kiribati[22].
- UK Seabed Resources Ltd, sous le parrainage du Royaume Uni, d'Irlande du Nord[23].
- G-TEC Sea Minerals Resources (GSR), sous le patronage de la Belgique. ISBA/18/C/28
- Ocean Mineral Singapore Pte Ltd., sous le patronage de Singapour[24].
- Cook Islands Investment Corporation (CIIC), sous le patronage des îles Cook[25].
- China Minmetals, sous le patronage de la Chine, demande en cours à l'AIFM[26].

La France a déposé à l'AIFM en 2015 une demande afin de proroger de cinq ans son contrat d'exploration jusqu'en juin 2021. Son programme, s'il est accepté, devra localiser des gisements potentiels dans la zone du permis minier français en utilisant les techniques de géostatistique, puis d'utiliser les AUV pour une vérité terrain à l'aide des photos.

## Exploitation
La valeur économique des nodules ayant été démontrée par de nombreux économistes, ils sont devenus une ressource potentielle à exploiter ; les gisements étant seulement en deux dimensions (et non en 3D comme à terre). Les nodules sont disposés en une mono-couche à la surface des sédiments.
Mais, le fond n'est pas plat. Il faut donc prendre en compte la topographie avec ses pentes, ses obstacles comme les escarpements. Il y a aussi les contraintes météo puisque les gisements sont situés dans les zones cycloniques. Il ne faut pas oublier que les sites miniers sont situés à des milliers de kilomètres des zones de traitement. De plus, l'eau de mer est corrosive sur les engins de ramassage qui devront subir une pression de 500 bars.
Donc, cette exploitation n'est pas aussi facile que nous pourrions l'imaginer. Trois filières de ramassage ont été étudiées par certains pays comme la France, le Japon et les États-Unis.
- Systèmes par bennes,
- Systèmes hydrauliques,
- Systèmes à préleveurs libres et autonomes.

### Systèmes par godets ou CLB(Continuous Line Bucket)
Le premier ramassage de nodules a été réalisé par les japonais. Le commandant Masuda invente en 1966 un système mécanique à l'aide d'un câble muni de godets, faisant une boucle trainant sur le fond. Le câble descendait par l'avant du navire et remontait par l'arrière. De nombreux tests ont été réalisés entre 1967 et 1970 avec un test au nord de Tahiti par 3 600 m de profondeur. Après avoir breveté le système, Masuda s'associe avec John Méro qui va démarcher de nouvelles sociétés pour financer le projet. En 1972, 30 sociétés de six pays différents forment le Syndicat international CLB (ligne continue à godets) et assistent à un pilote de ramassage au sud d'Hawaï par 4 700 m de profondeur.

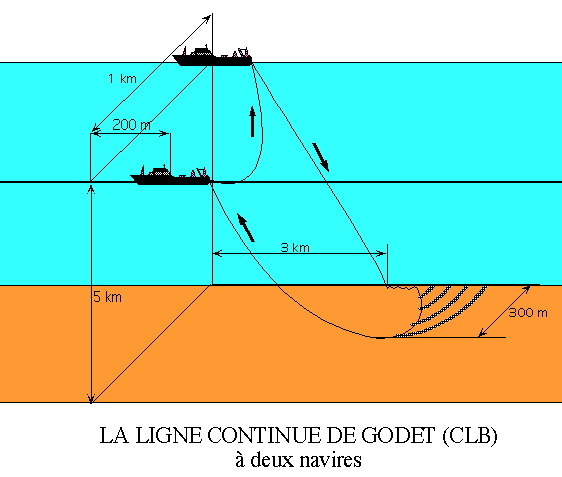
Schéma de ramassage des nodules polymétalliques par le système de boucle à godets à l'aide de deux navires.

Le test a été réalisé sur le Chiyoda Maru 2 (ancien baleinier de 72 m). La boucle faisait 8 400 m de long avec 250 bennes attachées sur le câble. Ce ne fut pas une réussite car les 2 brins de la boucle se sont emmêlés entrainant de gros nœuds sur le câble...
La France assistant aux différents tests amène le CNEXO et la Société Le Nickel à initier une étude sur l'utilisation de ce système mais avec 2 navires se déplaçant à 1,5 nœuds (2,8 km/h) ce qui permettait d'augmenter la boucle en séparant les brins, constitués de fibres synthétiques à forte résistance mécanique et de masse apparente nulle dans l'eau, avec un godet tous les 30 m . Un brevet a été déposé en 1975. Le système, appelé « noria », comportait une boucle d'une longueur de 13 km. En 1976, une demande de budget de huit millions de dollars était demandé aux 15 partenaires du Syndicat International CLB pour réaliser un test à la mer sur deux mois. Seuls trois dont AFERNOD ont répondu favorablement. Les autres sociétés ont préféré se tourner vers le système hydraulique. Le CLB est un système simple, mécanique mais très difficile à manier en fonction de la topographie et de la variation de la couverture de nodules. Le taux de récupération des nodules devait être médiocre. Il a donc été abandonné sans essai à la mer.
Une version à deux bateaux comportait une boucle de 10 km mise en œuvre par deux navires se déplaçant à 1,5 nœud (2,8 km/h). Cette boucle était constituée de fibres synthétiques à forte résistance mécanique et de masse apparente nulle dans l'eau. Elle supportait tous les 30 m des godets. Ceux-ci, au cours de la rotation de la boucle, venaient draguer le fond sur une distance de 100 m à la vitesse de 1 à 2 m/s. Ce système très simple présentait le défaut de ne pouvoir assurer le contrôle de la trajectoire des godets sur le fond pour réaliser des passes jointives. Le taux de récupération des nodules risquait par conséquent d'être médiocre. Le système à deux bateaux n'a pu être testé par manque de financement et l'étude a été définitivement abandonnée en 1978.

### Systèmes hydrauliques

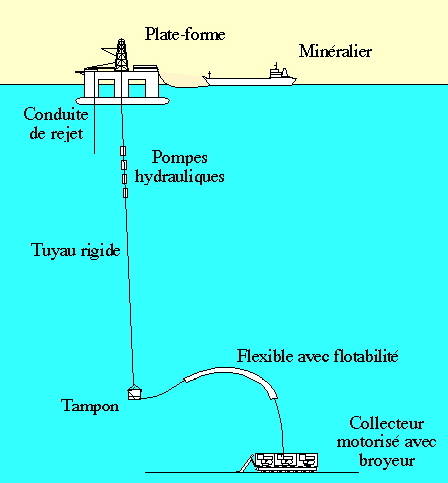
Schéma de ramassage des nodules polymétalliques par système hydraulique.

Le principe de ce système hydraulique est un ramassage des nodules à l'aide d'un engin, appelé collecteur, se déplaçant sur le fond. La remontée du minerai s'effectue à travers un tuyau rigide relié à un support de surface qui peut être une plate-forme, une barge, un bateau.
Trois systèmes différents ont été étudiés :
– système hydraulique (hydraulic-lift) : Des pompes hydrauliques sont posées à différents niveaux du tuyau créant un flux d'eau ascendant entrainant les nodules vers la surface ;
– système hydraulique avec injection d'air (air-lift) : De l'air sous pression est injecté à différents niveaux du tuyau créant là aussi un courant ascendant.
– système de pulpe : au niveau du collecteur, les nodules sont broyés, mélangés au sédiment et l'ensemble est pompé à l'aide de 4 pompes à piston montés tout au long de la conduite principale.
Dans les années 1970, plusieurs sociétés américaines se sont lancées dans l'étude des systèmes hydrauliques :
- Deep Sea Ventures, au large de la Floride sur le Blake Plateau, testa le système "air-lift" avec le Deep Sea Miner, un cargo de 6 750 tonnes.
- OMA équipe un ancien minéralier de 20 000 tonnes d'un puits central avec un derrick. En 1978, le Deep Sea Miner II va tester le système air-lift sur une zone du Pacifique central nord à 4 000 m de profondeur. En 18 heures, 550 tonnes de nodules sont remontés. Mais le système tombe en panne.
- Toujours en 1978, le consortium OMI avec un ancien navire foreur, le SEDCO 445, va remonter 600 tonnes de nodules à une profondeur de plus de 5 000 m.
- OMCO loue à la marine américaine le fameux Glomar Explorer pour tester le module de collecte se déplaçant sur le fond à l'aide d'une vis d'Archimède. En 1979, 50 tonnes de nodules ont été prélevés. Ironiquement, la plus célèbre tentative d'exploitation constitue en fait un rideau de fumée visant à dissimuler une opération d'espionnage. Howard Hughes affréta en 1972 le Glomar Explorer, officiellement pour prospecter les nodules polymétalliques. En fait il s'agissait de récupérer un sous-marin nucléaire soviétique coulé dans l'océan Pacifique en 1968. L'histoire ne dit pas ce qu'il est advenu du sous-marin[33].

Les résultats peu concluants démontrent la difficulté technologique de ramasser les nodules ainsi que les coûts pour les différents consortiums. En plus de la technologie, des études sur l'environnement dans les grands fonds doivent débuter.

### Systèmes à préleveurs libres et autonomes (PLA)

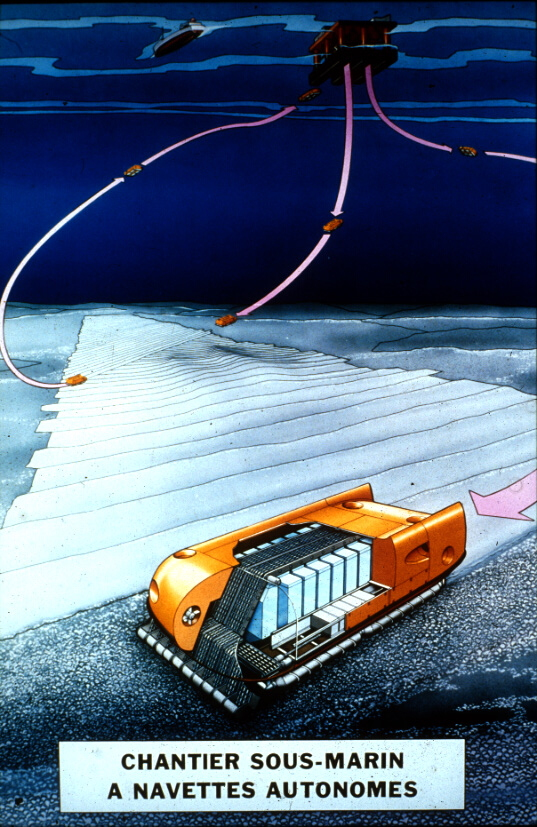
Navette autonome (PLA) pour le ramassage des nodules - Vue d'artiste - Ifremer.

La France après l'arrêt de l'étude du système à câble CLB a préféré commencer à étudier un nouveau système de ramassage. AFERNOD, organisme tourné vers l'exploration et non la technique de ramassage, a créé en 1984 un "Groupement pour la mise au point des moyens nécessaires à l'exploitation des nodules polymétalliques" (GEMONOD) - Journal Officiel de la République Française du 8 février 1984 .
Basé à Toulon, le Groupement d'Intérêt Public (GIP) avec l'Ifremer (50 %), le CEA (35 %) et sa filiale TechnicAtome (15 %) doit étudier les différentes filières d'exploitation des nodules. Le premier système étudié a été le chantier sous-marins à navettes autonomes. Des navettes auto-propulsées devaient être lâchées d'une plate-forme semi-submersible ; elles descendaient sur le fond par gravité. Puis, elle draguait les nodules pour remonter une fois pleines à la surface.
En 1977, les premiers essais du Préleveur Libre Autonome (PLA-1) ont lieu pour tester la locomotion à vis d'Archimède. Mais la technologie n'était pas encore au point au niveau de la vidéo sous-marine, du système électrique (batteries ne tenant pas la charge, trop lourdes)... En 1985, GEMONOD et Preussag (société allemande minière) s'associent pour étudier le système par air-lift comme les autres consortiums : les Français étudiant l'engin de ramassage, les Allemands, le système de collecte et ensemble, la remontée hydraulique. Cette coopération a permis le dimensionnement d'un système de ramassage avec un engin auto-propulsé relié par un flexible à la conduite principale. En 1988, GEMONOD est dissout et, en 1990, l'exploitation des nodules n'est plus à l'ordre du jour.
En 2013, deux pays (Allemagne, Corée du Sud) continuent à étudier des systèmes de ramassage de nodules. D'autres groupements de société ont préféré se lancer dans l'étude de l'exploitation des sulfures polymétalliques dont les gisements sont à moins grande profondeur, et d'un intérêt minier plus important.
Avec l'augmentation des prix des métaux, l'intérêt pour cette exploitation réapparait périodiquement. Certaines parties des plaines abyssales faisaient en 2008 l'objet de projets et test d'exploitation, ce qui inquiète les experts en biologie marine qui craignent des impacts très négatifs pour la vie fragile qui s'est développée à ces profondeurs.

## Essais de ramassage effectués par les consortiums privés

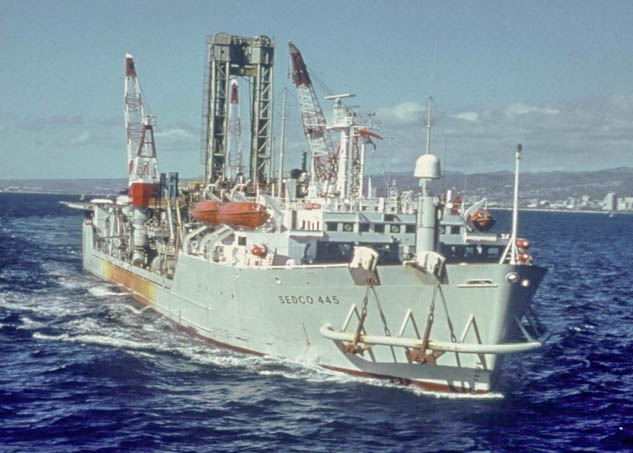
R/V Sedco 445.

- OMI utilisa un navire de forage pétrolier à positionnement dynamique, le Sedco 445, équipé d'un derrick suspendu par cardans afin de réduire la transmission des mouvements du navire à la conduite de remontée. Deux systèmes de remontée furent testés : le pompage par pompes centrifugo-axiales placées à 1 000 m de profondeur et la remontée par injection d'air entre 1 500 et 2 500 m (air-lift). Deux systèmes de collecte, traînés derrière la conduite, devaient être essayés : l'un fonctionnant par aspiration hydraulique combinée à des jets d'eau, l'autre utilisant un releveur mécanique constitué par une bande transporteuse inversée. Ce fut le seul qui put être testé, à la suite de la perte du premier lors d'une fausse manœuvre. Le 28 mars 1978 à 6 h 26 locale, le premier flot continu de nodules commença à se déverser dans les cales du Sedco 445. Environ 600 tonnes de nodules furent ramassées, au cours de trois essais réalisés à 1 250 km au sud d'Hawaï sur un site qui avait fait l'objet d'un relevé très détaillé[37].
- OMA, qui avait déjà l'expérience des essais réalisés sur le Blake Plateau, transforma en 1976 le Wesser Ore, un ancien navire minéralier de 20 000 tonnes, en l'équipant d'un puits central, d'un derrick et de propulseurs orientables. Le principe de remontée était "l'air lift" et le ramassage s'effectuait par succion à l'aide d'une drague traînée sur skis. Le navire, baptisé Deepsea Miner II, réalisa en 1977 ses premiers essais à 1 900 km au sud-ouest de San Diego. Ceux-ci durent être interrompus en raison de problèmes d'étanchéité des connexions électriques le long du tube de remontée. Deux nouveaux essais début 1978 rencontrèrent de nouvelles difficultés liées à l'enfoncement de la drague et à l'arrivée d'un cyclone. Finalement en octobre 1978, 550 tonnes de nodules furent remontées en 18 h, à une cadence maximale de 50 t/h. L'essai fut arrêté à la suite de la rupture d'une pale de la pompe de succion mettant hors d'état le moteur électrique. Le moteur de rechange s'avéra impropre par défaut d'étanchéité, par suite d'une erreur à la commande spécifiant 1 500 pieds au lieu de 15 000[38].

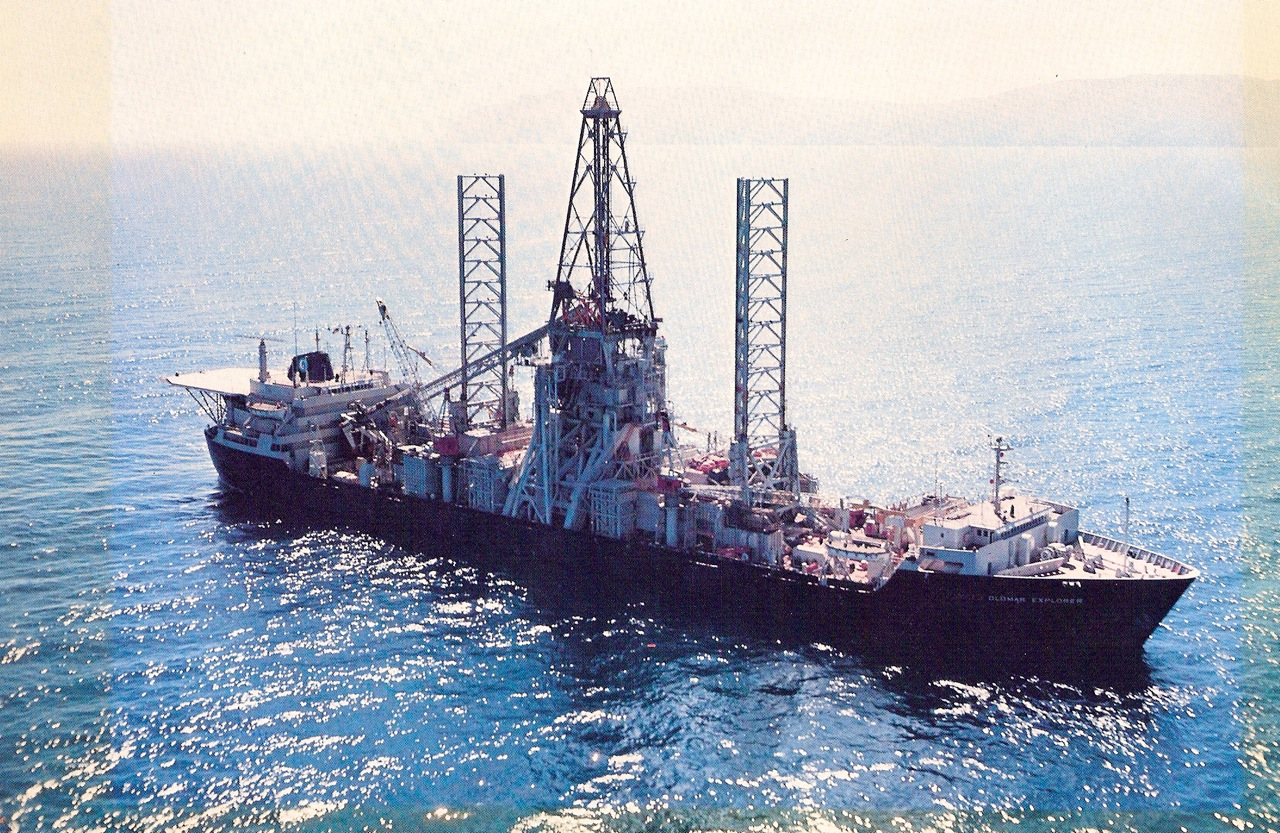
Glomar Explorer.

- OMCO loua à l'US Navy le Glomar Explorer qui avait servi à la récupération du sous-marin soviétique par la CIA. Ce navire à positionnement dynamique de 33 000 t et d'une longueur de 180 m, possédait un système très sophistiqué pour assurer la descente de la conduite. Son très grand puits central (61 × 22 m) facilitait la mise en place d'un large collecteur. OMCO construisit un système de collecte motorisé utilisant des vis d'Archimède pour sa propulsion sur les sédiments mous. Mis au point à San Diego dans un bassin pourvu d'un sol marin reconstitué, ce collecteur était prévu pour une capacité de 1 000 t/j. Après une série de tests par 1 800 m au large de la Californie, les premiers essais au sud de l'île d'Hawaï fin 1978 durent être interrompus, les portes du puits central ayant refusé de s'ouvrir. En février 1979, l'opération était reprise avec succès et l'ensemble aurait fonctionné plusieurs jours de suite. Une cinquantaine de tonnes de nodules seulement fut remontée, en raison d'une déficience du dispositif de transfert du collecteur à la conduite. Mais l'opération fournit une moisson de données, recueillies par le système informatique très sophistiqué que possédait le Glomar Explorer. Ce test s'est révélé le plus coûteux de tous, la location du navire ne coûtait que 3 000 $/j, mais il fallait 200 personnes à bord pour assurer les opérations.

- The Metals Company (TMC), une entreprise canadienne, via sa filiale Nauru Ocean Resources Inc., a mené une campagne de tests concluante sur un territoire de 75 000 kilomètres carrés situé dans la zone dite « de Clarion-Clipperton », entre le Mexique et Hawaï[39]. Le 27 mars 2025, TMC annonce son intention de s'appuyer sur le code minier américain (Deep Seabed Hard Mineral Resources Act de 1980 ou DSHMRA) pour lancer l'exploitation des fonds marins, en déposant sa demande de licence dès le deuxième trimestre 2025. Elle s'était jusque-là inscrite dans le cadre du droit international, prévoyant de déposer une licence d'exploitation en juin 2025 auprès de l'Autorité internationale des fonds marins (AIFM). TMC se dit « convaincue que le code minier des fonds marins des États-Unis offre la plus grande probabilité d'obtenir un permis pour la récupération commerciale des ressources minérales des grands fonds marins dans les meilleurs délais »[40].

## Traitement métallurgique
Par leur composition, manganèse en plus, les nodules se rapprochent des latérites nickélifères exploitées à terre. Diverses méthodes de traitement ont été étudiées, parfois jusqu'au stade du pilote de laboratoire en flux continu.
- Deepsea Ventures du groupe OMA testa entre 1968 et 1975 un procédé de lixiviation chlorhydrique dans un pilote capable de traiter 1,5 t de nodules par jour. Mais finalement OMA opta pour la pyrométallurgie dont l'un des partenaires US Steel avait des compétences.
- Kennecott testa le procédé Cuprion de lixiviation ammoniacale utilisant le monoxyde de carbone comme agent réducteur dans un pilote qui fonctionna 43 jours en continu traitant 350 t/j.
- Dans le groupe OMI, Inco réalisa des essais de pyrométallurgie.
- En France, le Commissariat à l'énergie atomique et aux énergies alternatives (CEA) étudia la lixiviation ammoniacale dans un pilote "grand laboratoire” à 5 kg/h et la lixiviation sulfurique à 10 kg/h, tandis que la Société Minemet du groupe Imétal testait la pyrométallurgie. Finalement, c'est la lixiviation sulfurique qui fut retenue dans l'étude de faisabilité menée par Gemonod.

## Dépenses consenties
Les dépenses du groupe français de 1971 à 1994 se sont élevées en équivalent constant 2018 à 185,5 M€2018 dont 78 M€2018 (42%) pour l'exploration, 82,5 M€2018 (44,5%) pour les études sur le ramassage et 18,5 M€2018 (10%) pour les études sur le traitement métallurgique.
En 1977, OMI avait annoncé avoir dépensé 50 M$1977 (203 M$2018 soit 185 M€2018) en recherche sur le système de ramassage et le traitement métallurgique.
En 1985, OMA indiquait avoir dépensé 166,4 M$1985, soit l'équivalent de 335 M€2018), dont 17% (57 M€2018) en exploration, 49% (164 M€2018) en ramassage, 13% (43,5 M€2018) en traitement métallurgique, 3% (10 M€2018) en études économiques, 18% (60,5 M€2018) en frais d'administration.
En 1994 lors de l'entrée en vigueur de la Convention sur le droit de la mer et la constitution du Conseil de l'Autorité internationale des fonds marins, les pays membres ont fait connaître les dépenses qu'eux-mêmes ou leurs ressortissants avaient effectuées dans la recherche des minéraux des grands fonds marins, pour avoir droit à la qualité d'investisseurs pionniers.
| Pays        | M$      | M€      |
| ----------- | ------- | ------- |
| Allemagne   | 435,4   | 640,3   |
| États-Unis  | 390,9   | 574,9   |
| Japon       | 381,1   | 560,5   |
| Russie      | 343,3   | 504,9   |
| Chine       | 196,1   | 288,4   |
| Inde        | 191,1   | 281,0   |
| France      | 149,1   | 219,3   |
| Pays-Bas    | 108,9   | 160,2   |
| Royaume-Uni | 95,5    | 140,4   |
| Corée       | 83,8    | 123,2   |
| Belgique    | 65,5    | 96,3    |
| Canada      | 64,6    | 95,0    |
| Pologne     | 63,3    | 93,1    |
| Total       | 2 568,6 | 3 777,5 |

La différence observée entre le montant actualisé de la France avec celui donné ci-dessus, provient des différences des coefficients d'érosion monétaire entre la France et les États-Unis sur la période 1994-2018, avec le passage des francs aux euros.
Si on somme les montants indiqués par les pays dont les ressortissants faisaient partie des consortiums américains (Allemagne, États-Unis, Japon, Pays-Bas, Royaume-Uni, Belgique, Canada), on arrive à un total de 1160,8 M$1994, soit 290,1 M$1994 en moyenne par consortium, chiffre tout à fait plausible, même si on sait qu'OMCO a sans doute dépensé plus qu'OMA, lui-même plus qu'OMI et tous plus que KCON.
Si les consortiums et la France ont arrêté leurs activités dès le début des années 1990, les nouveaux venus, Inde, Corée, Chine, Pologne ont poursuivi les leurs, mais le montant de leurs dépenses est resté confidentiel.

## Préparatifs à l'exploitation
La société canadienne The Metals Company confirme fin août 2024 le lancement de son projet d'extraction des nodules polymétalliques dans les fonds marins du Pacifique d'ici à 2026 par sa filiale Nori (Nauru Ocean Resources Inc.), sponsorisée par l'État insulaire de Nauru. L'Autorité internationale des fonds marins (AIFM) a déjà attribué des contrats d'exploration dès 2011 pour TMC dans la zone de Clarion-Clipperton (CCZ) ; l'État de Nauru a déposé une demande de licence d'exploitation pour Nori ; les Tonga et les îles Cook sont également favorables à l'exploitation des nodules polymétalliques, au contraire des Palaos, des Fidji ou des Samoa qui s'y opposent. La Norvège fait partie des grands États ouvertement favorables. Début 2024, le parlement norvégien a donné son feu vert pour l'étude des fonds marins. A l'été 2024, la Norvège a délimité des zones marines qui pourront faire l'objet d'une demande de permis d'exploration.

## Modèle économique remis en question
Depuis 2021, la rentabilité économique de l'exploitation des nodules est remise en question par certains experts: les coûts d'exploitation sont revus à la hausse alors que le prix du nickel et du cobalt stagnent voire diminuent, car une grand partie des batteries actuellement produites sont de type lithium-fer-phosphate, et donc ne contiennent ni nickel ni cobalt. Or la course à l'exploitation des nodules est principalement basée sur une demande croissante de ces 2 métaux pour alimenter la transition énergétique via l'essor des batteries au nickel et au cobalt.

## Impact sur l'environnement

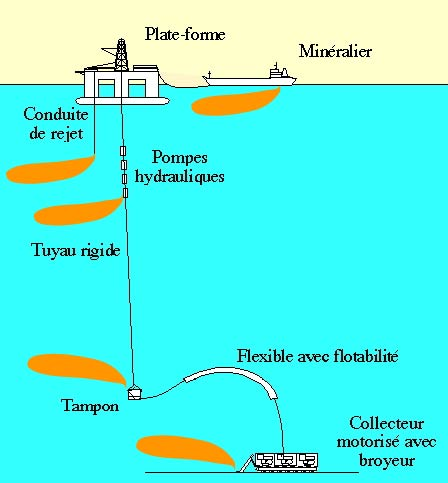
Principales sources de rejet sur le système de ramassage hydraulique.

Si la phase d'exploration pose peu de problème pour l'environnement, les systèmes de ramassage sont par contre des sources de pollution et de dégradations importantes qu'il faudra étudier et réduire. En prenant en compte un système hydraulique, il y a quatre parties (auxquelles s'ajoutera certainement un impact au niveau de l'usine de traitement à terre) : sur le fond, le collecteur relié à la conduite principale ; la conduite principale remontant un mélange de nodules concassés, de sédiment et d'eau de mer ; le support de surface où la pulpe de nodules sera traitée pour ne garder que le minerai (pas besoin de transporter l'eau et le sédiment, qui sont donc rejetés en surface, au risque d'obscurcir l'eau) ; le transport des nodules concassés vers l'usine de traitement.
Plusieurs problèmes sont donc à régler :
- sur le fond :
  - le ramassage des nodules sur le sédiment qui va détruire la faune et la flore (sachant que la faune abyssale a un cycle de croissance extrêmement lent et que ces écosystèmes mettent plusieurs siècles à se reconstituer après une perturbation, voire pas du tout),
  - les sédiments très fins vont se mettre en suspension, former un panache et provoquer une redéposition sur les organismes et étouffer les récifs,
  - en mélangeant les sédiments tout en concassant les nodules, les conditions physico-chimiques sur le fond seront modifiées (contamination par des métaux lourds notamment),
  - de la lumière sera projetée (pour les caméras de suivi du chantier) dans des milieux qui n'en ont jamais vue ;

- sur la colonne d'eau :

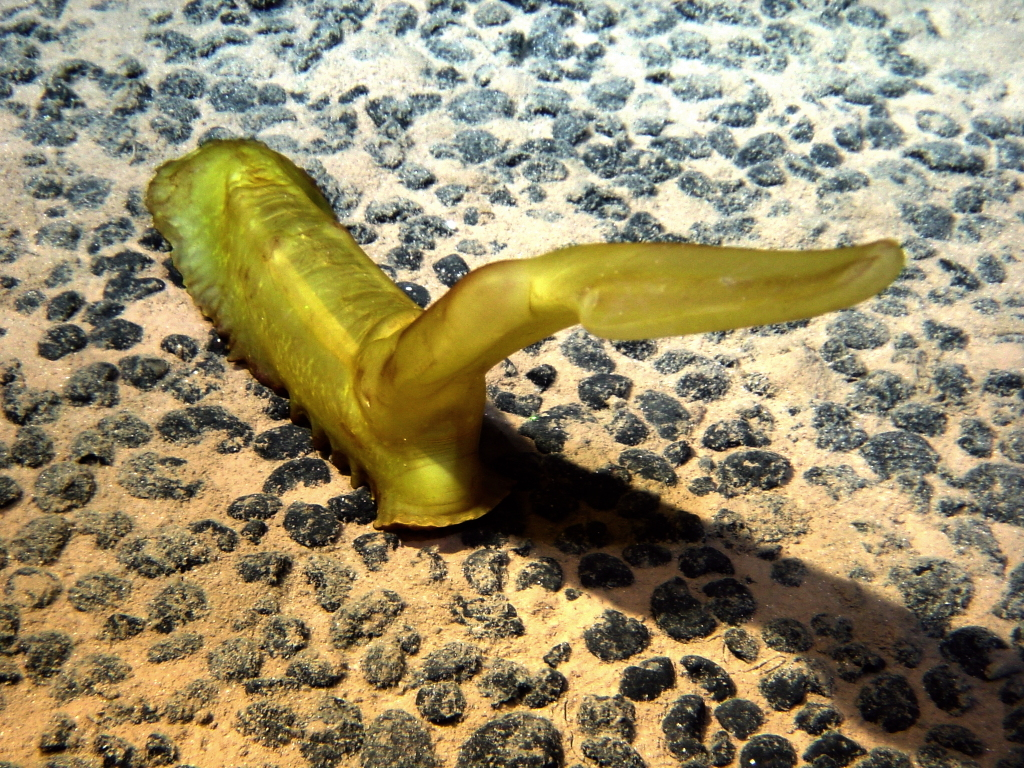
Psychropotes longicauda sur un champ de nodules polymétalliques de type C (sous-marin Nautile, campagne NODINAUT sur le N/O Atalante, Ifremer).

  - les différentes fuites autour des raccords entre les différentes parties du système ;
- en surface :
  - sur le support de surface, le minerai sera extrait de la pulpe et les stériles (eau mélangée au sédiment) devront être rejetés à la mer à plus de 300 m de profondeur. Ce panache de sédiment risque de saupoudrer le gisement de nodules sur le fond,
  - des fuites se produiront certainement lors du transfert des nodules sur les minéraliers,
  - le bruit des moteurs et du raclage du fond sera source d'une intense pollution sonore.

Exploitation minière sous-marine dans le monde. Dans la zone Clarion-Clipperton, de nombreux États se sont réservé des droits (carte en allemand).

Le risque étant énorme pour ces écosystèmes parmi les plus fragiles de la planète, l'Autorité internationale des fonds marins a obligé tous les contractants à étudier l'impact sur l'environnement dans leur permis minier. Un atelier s'est déroulé à Manoa (Hawaï) en octobre 2007 au sujet de la possibilité de classer en aire marine protégée certaines zones riches en nodules et encroûtements polymétalliques.
Nauru a averti l'Autorité internationale des fonds marins de son intérêt pour l'exploitation des minerais sous-marins. La zone de fracture de Clipperton (encore appelée zone Clarion-Clipperton) est très convoitée. Un paradoxe réside dans le fait que pour accélérer la transition vers les énergies renouvelables et les voitures électriques, on risque de détruire les plaines abyssales,, (voir Production d'électricité : Enjeux environnementaux).
Dans les années 2020 alors que l'écologie des grands fonds marins est encore mal comprise et très mal cartographiée, The Guardian (2023) constate que l'opposition à l'exploitation minière grandit ; cette dernière est considérée par les ONG et de nombreux chercheurs comme une menace pour la biodiversité et les habitats naturels, et probablement pour le puits de carbone que constitue les fonds marins.
Lors de la Journée mondiale des océans, le 8 juin 2023, le secrétaire d'État à la mer a appelé tous les États, dans une tribune au Monde, à ratifier le Traité international de protection de la haute mer (conclu en mars 2023) et réclamé l'interdiction totale de l'exploitation minière des grands fonds marins. Selon Le Monde, les appels à une « pause de précaution » se multiplient (juillet 2023) et alors que l'Autorité internationale des fonds marins se réunissait (Jamaïque, juillet 2023), Tiago Pitta e Cunha, président de l'Oceano Azul Foundation, mettait en garde, dans une tribune publiée par Le Monde, contre les projets de certains pays : « Il est essentiel d'interrompre les opérations jusqu'à l'obtention de données scientifiques suffisantes ».

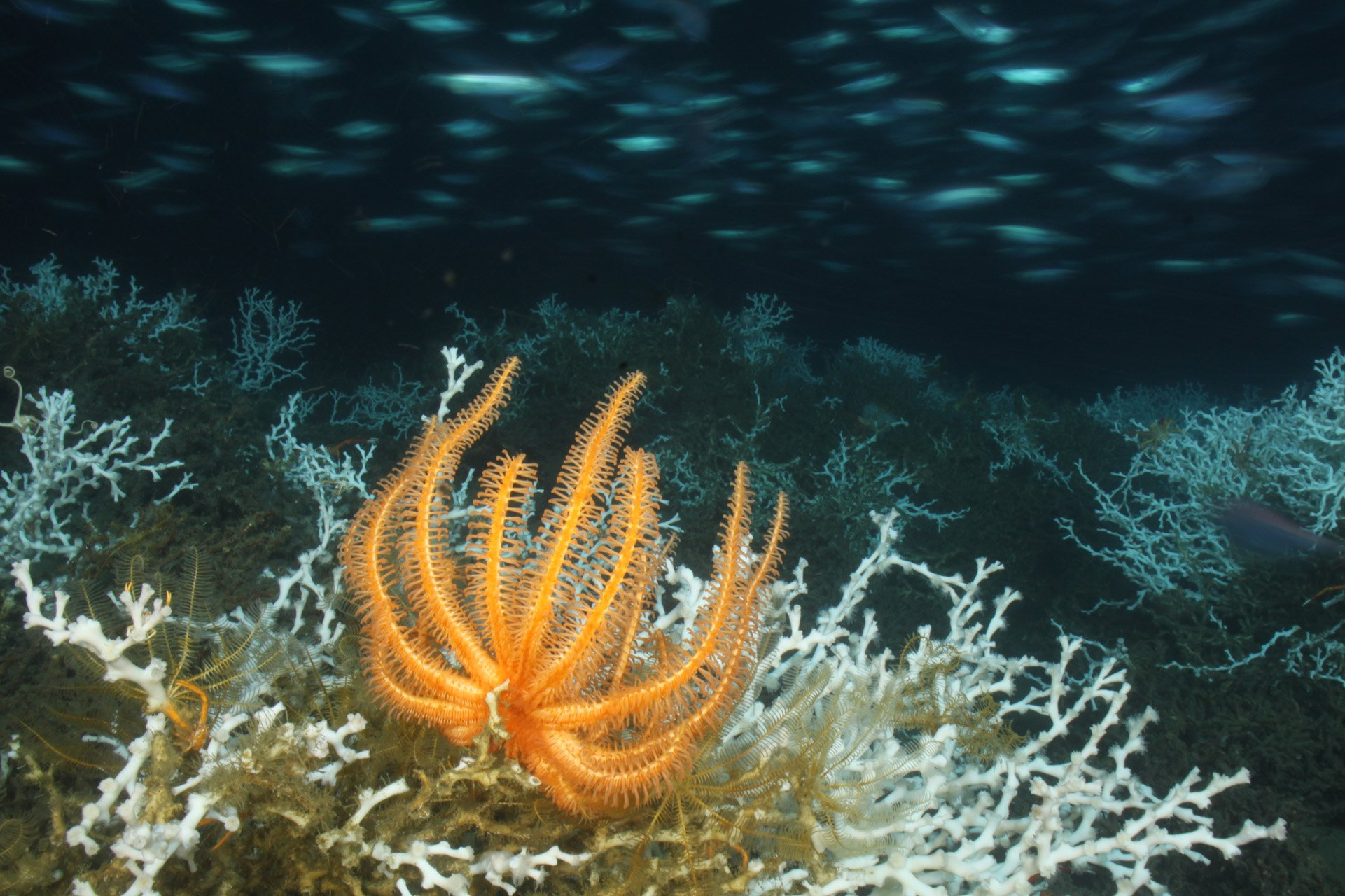
Récif corallien d'eau froide dans les abysses du golfe du Mexique.
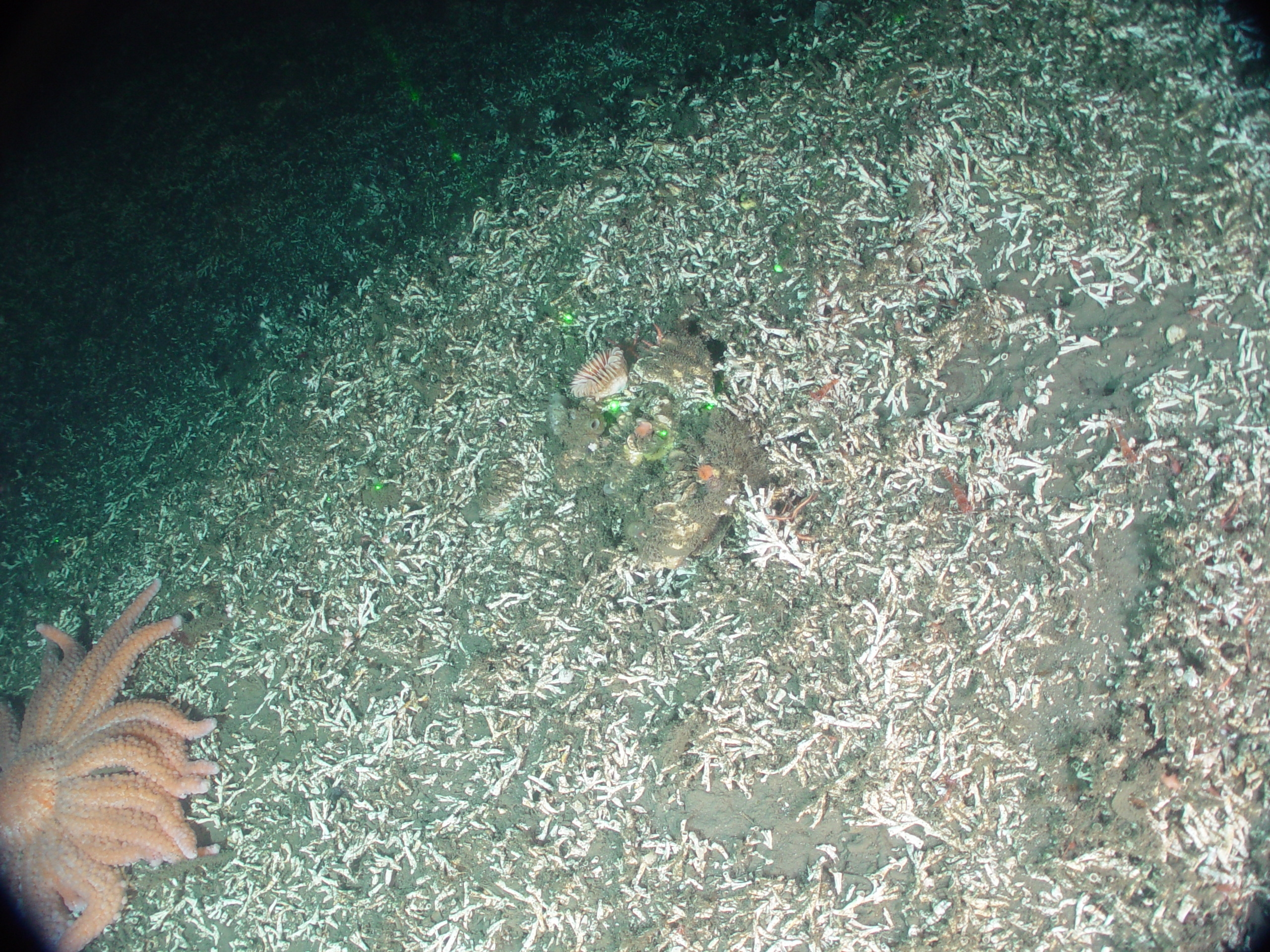
Autre récif similaire après le passage d'un chalutier.